# Глиньково (Рузский городской округ)
Глиньково — деревня сельского поселения Волковское Рузского района Московской области. Численность постоянно проживающего населения — 21 человек на 2006 год. До 2006 года Глиньково входило в состав Никольского сельского округа.
Деревня расположена на северо-востоке района, примерно в 24 километрах северо-восточнее Рузы, у западного берега Тростенского озера, высота центра над уровнем моря 214 м. Ближайший населённый пункт — деревня Семёнково — в 300 м южнее.